# Hannah Svensson
Hannah Jennelie Svensson, född 2 mars 1986 i Falkenberg, är en svensk sångerska, kompositör och konstnär.

## Biografi
Hannah Svensson är född och uppvuxen i Falkenberg och dotter till jazzgitarristen Ewan Svensson. Vid åtta års ålder började hon spela piano på Falkenbergs musikskola och så småningom även gitarr. Hon gick på Falkenbergs gymnasieskola där hon studerade piano och gitarr för att senare vid 17 års ålder gå över till sången. Efter gymnasiet flyttade hon till Stockholm och studerade sång på Kulturama. Därefter flyttade hon till Göteborg där hon började på Högskolan för scen och musik vid Göteborgs universitet. Vid 20 års ålder bildade Hannah Svensson, tillsammans med sin far, bandet "Hannah & Acoustic 3". Kvartetten turnerade i Sverige åren 2007–2010.  
År 2009 kom Svenssons debutalbum The Sunflower, och året därpå tilldelades hon Olof von Dalins pris av Hallands Akademi. År 2012 släpptes skivan Some favorite things  med Hannah och Ewan Svensson på Dragon records. 
År 2013 tilldelades Hannah Svensson Sällskapet Stallbrödernas hederstipendium.
År 2014 släppte Svensson sitt tredje album, producerat av pianisten Jan Lundgren, på skivbolaget Volenza. Samma år tilldelades hon SWEJS (Swedish executive jazz society) jubileumsstipendium. Priset delades ut på jazzklubben Nefertiti i samband med en konsert med sångaren Svante Thuresson.
År 2015 blev Hannah Svensson ordförande i Falkenbergs jazz & blues förening Samma år tilldelas Hannah och Ewan Svensson Hallands nyheters Kulturstipendium  i samband med releasen av albumet For You på Dragon records. 
År 2017 släppte Svensson sitt femte album Pictures in Mind, där hon debuterade som singer-songwriter. Samma år debuterar hon som bildkonstnär 
Sedan början av karriären har Svensson samarbetat i studio och/eller konsertsammanhang med en mängd svenska artister och musiker, däribland Peter Asplund, Svante Thuresson, Jan Lundgren, Janne "Loffe" Carlsson, Jacques Werup, Ronnie Gardiner, Ewan Svensson, Hans Backenroth, Ulf Andersson och Tommy Kotter.
Hannah Svensson har även samarbetat med internationella musiker som Niels Lan Doky, Alvin Queen, Ira Coleman och Joey Alexander.

## Diskografi
- 2008 – The Sunflower (ESM records)
- 2012 – Two Generations, Some Favorite Things (Dragon Records)
- 2014 – Each Little Moment (Volenza records)
- 2015 – Two Generations, For You (Dragon Records)
- 2017 – Pictures in Mind (ESM records)
- 2019- Places and dreams (Nilento Records)

## Utmärkelser och stipendier
- 2010 – Olof von Dalinstipendium[4]
- 2013 – Sällskapet Stallbrödernas Hedersstipendium
- 2014 – Swedish Executive Jazz Society Jubileumsstipendium
- 2015 – Hallands Nyheters Kulturstipendium
- 2016 – Falkenbergs kommuns Kulturpris